# Наваз Шариф
Миан Мухамад Наваз Шариф (на урду: میاں محمد نواز شریف‎) е 18-ият министър-председател на Пакистан от юни 2013 година до 28 юли 2017 г.
Ветеран в политиката и индустриалното развитие, за което сочи опитът му като премиер от ноември 1990 г. до юли 1993 година, както и от февруари 1997 до октомври 1999 година. Служи като председател на Пакистанската мюсюлманска лига, която е най-голямата партия в Пакистан, и същевременно е начело на правителство. Притежава групата Ittefaq, водеща бизнес корпорация, което го нарежда сред най-богатите хора в страната. Известен е и с прозвището „Пунджабския лъв“.